# Parc national de Killarney
Le parc national de Killarney (en anglais : Killarney National Park - en irlandais : Páirc náisiúnta Cill Airne) est le premier parc national d'Irlande, fondé en 1932. Il se situe près de Killarney, dans le comté de Kerry, en Irlande. Il se trouve sur la route du « Ring of Kerry ».

## Géographie

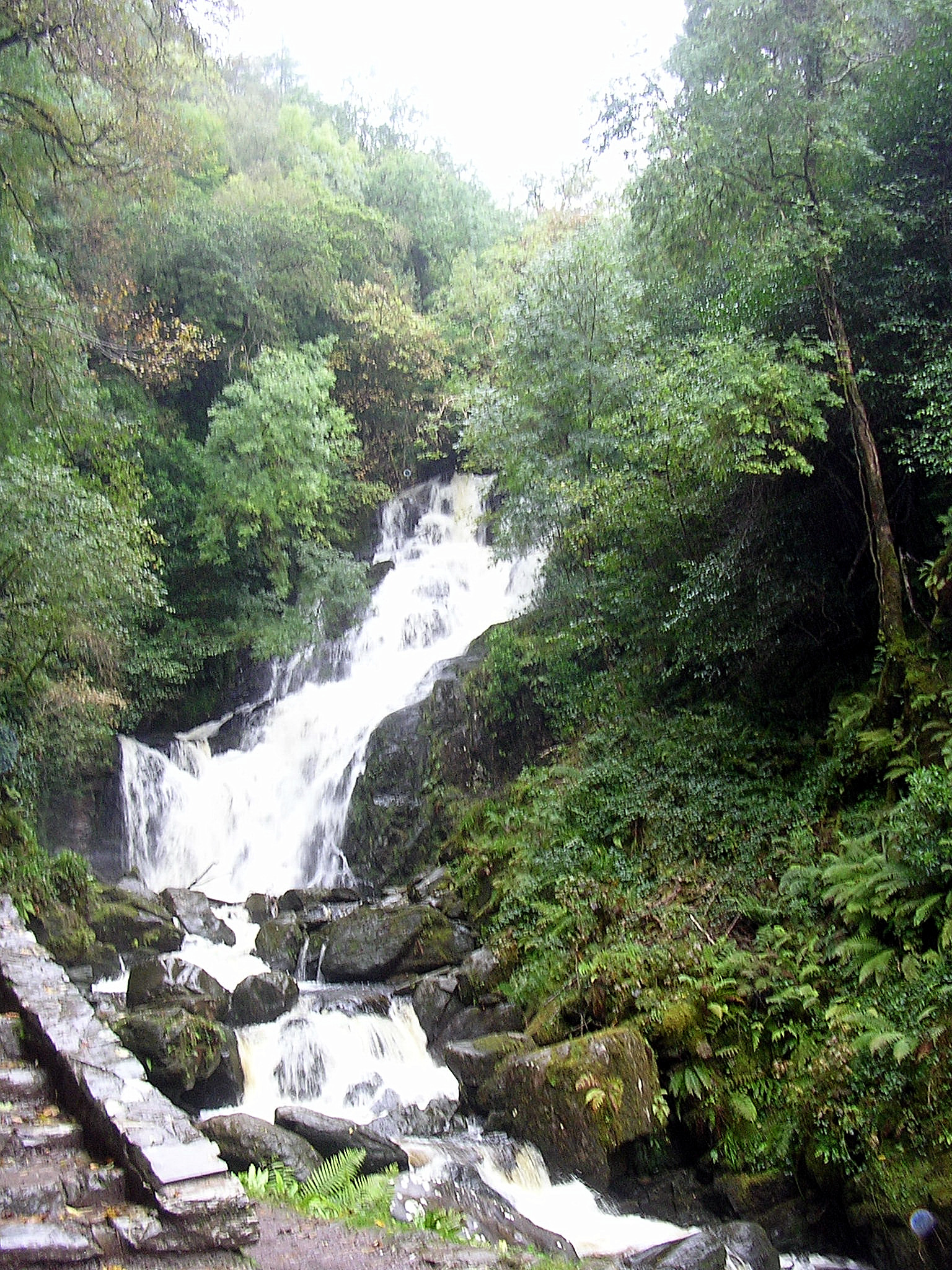
Les chutes de Torc, hautes de 18m

### Localisation
Le parc national de Killarney se situe au sud-ouest de la ville de Killarney dans le comté de Kerry, au sud-ouest de l'Irlande. Il s'étend sur une zone de 10 236 ha.

### Géologie
Le parc est une vallée composé de différents sommets et dans laquelle est composé de trois lacs différents, regroupés sous le terme des lacs de Killarney.
- Lough Leane (également appelé Lower Lake en anglais) : le plus au nord, est le plus grand des trois lacs ;

- Muckross Lake (également appelé Middle Lake en anglais) ;

- Upper Lake : le plus au sud.

Les montagnes forment la vallée sont :
- Carrauntuohil (la plus haute montagne de l'île, culminant à 1 039 m) ;
- Purple Mountain (835 m) ;
- Mangerton Mountain (838 m) ;
- Torc Mountain (535 m).

### Biodiversité

#### Faune

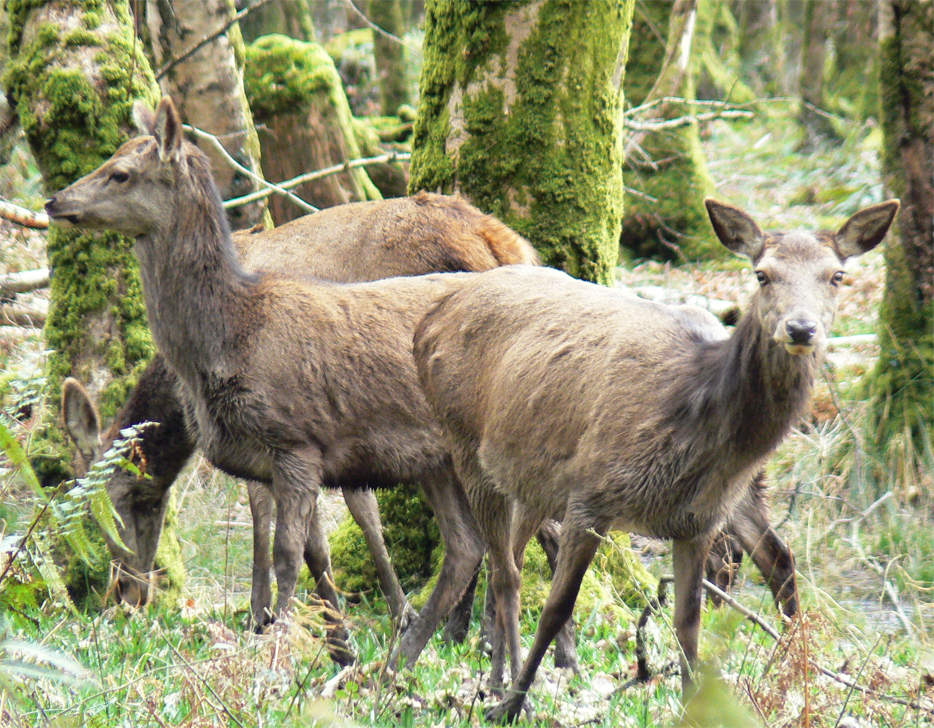
Harde de cerfs élaphes au parc national de Killarney

Sur les hauteurs du parc national, en particulier sur les versants de Torc et Magerton, vit la dernière harde de cerfs élaphes du pays. Cette dernière, comptant plus de 800 bêtes, vit ici depuis l'arrivée de l'espèce en Irlande, après la dernière ère glaciaire. On peut trouver le cerf japonais, ou Sika, introduit à Killarney en 1865 dans les monts et les forêts. Parmi les autres espèces figurent le campagnol roussâtre, identifié pour la première fois en Irlande en 1964.
Grâce à la variété des paysages, alternant monts, landes, forêts et lacs, le parc est riche en espèces d'oiseaux. Les plus communs sur les hauteurs sont le pipit farlouse, le tarier pâtre et le grand corbeau. On aperçoit à l'occasion des faucons émerillons, plus rarement des faucons pèlerins. Dans les bois, les oiseaux les plus courants sont les pinsons et rouges-gorges. L'habitat aquatique attire lui aussi nombre d'espèces : hérons, canards sauvages, grèbes et râles d'eau vivent en bordure des lacs, tandis que martins pêcheurs et merles d'eau leur préfèrent les cours d'eau. En été et en hiver, les oiseaux migrateurs viennent augmenter la population des espèces locales. En période hivernale, par exemple, une petite volée d'oies du Groenland, dont la population mondiale est de 12 000 environ, séjourne dans la vallée de Killarney.
Une réserve naturelle de truites brunes et de saumons habite les lacs. En général, la pêche est libre, celle du saumon nécessite un simple permis. Les lacs contiennent également des ombles, poissons qui vivent habituellement dans les lacs subarctiques, et des aloses de Killarney.

#### Flore

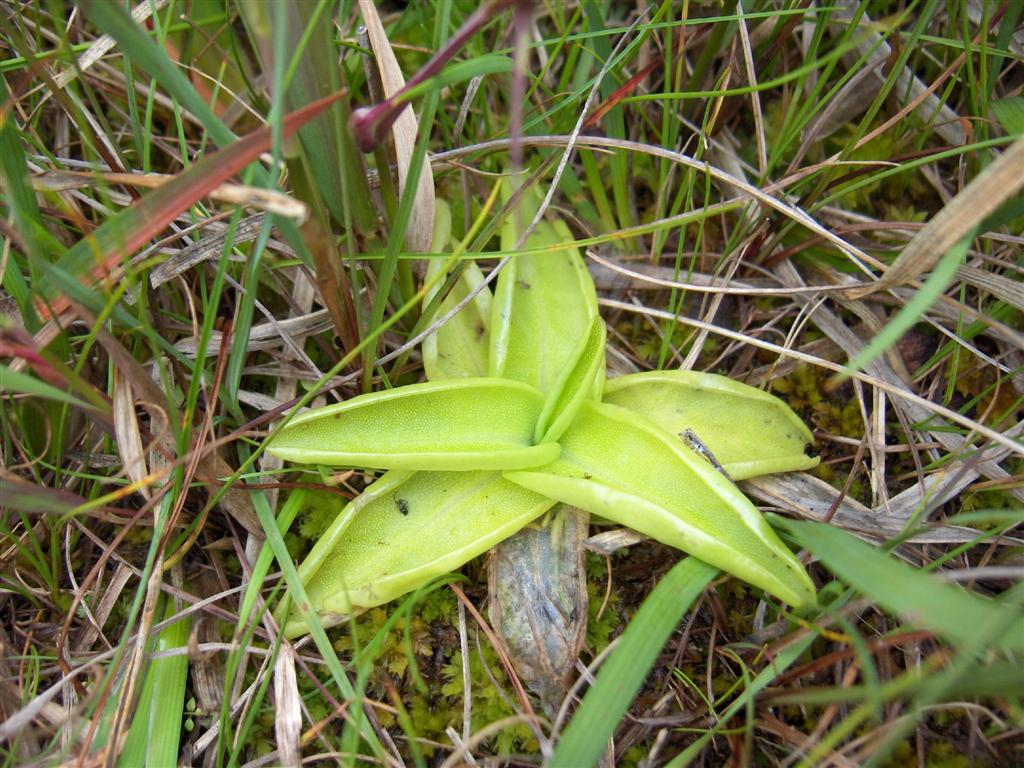
Pinguicula grandiflora au parc national de Killarney.

À l'intérieur du parc se trouve la plus grande zone de forêt naturelle d'Irlande. Les forêts de chênes, essentiellement de chênes sessiles, avec houx et autres plantes à feuilles persistantes en sous-bois, recouvrent les monts de grès rouge. Les petites zones forestières sur le sol calcaire carbonifère, plus bas, comprennent une forêt d'ifs sur la péninsule de Muckross, dont les arbres poussent presque à même la roche.
Le climat océanique tempéré favorise la prolifération des mousses et des fougères transparentes, dont un grand nombre pousse sur les branches et les troncs des arbres comme épiphytes. On trouve également sur les hauteurs du parc des landes et des tourbières.
Certaines des plantes caractéristiques de la région ne se trouvent ailleurs que dans le sud et sud-ouest de l'Europe : arbousiers, choux de Saint-Patrick et plantes carnivores de l'espèce Pinguicula grandiflora en sont des exemples.

## Histoire

### Histoire ancienne

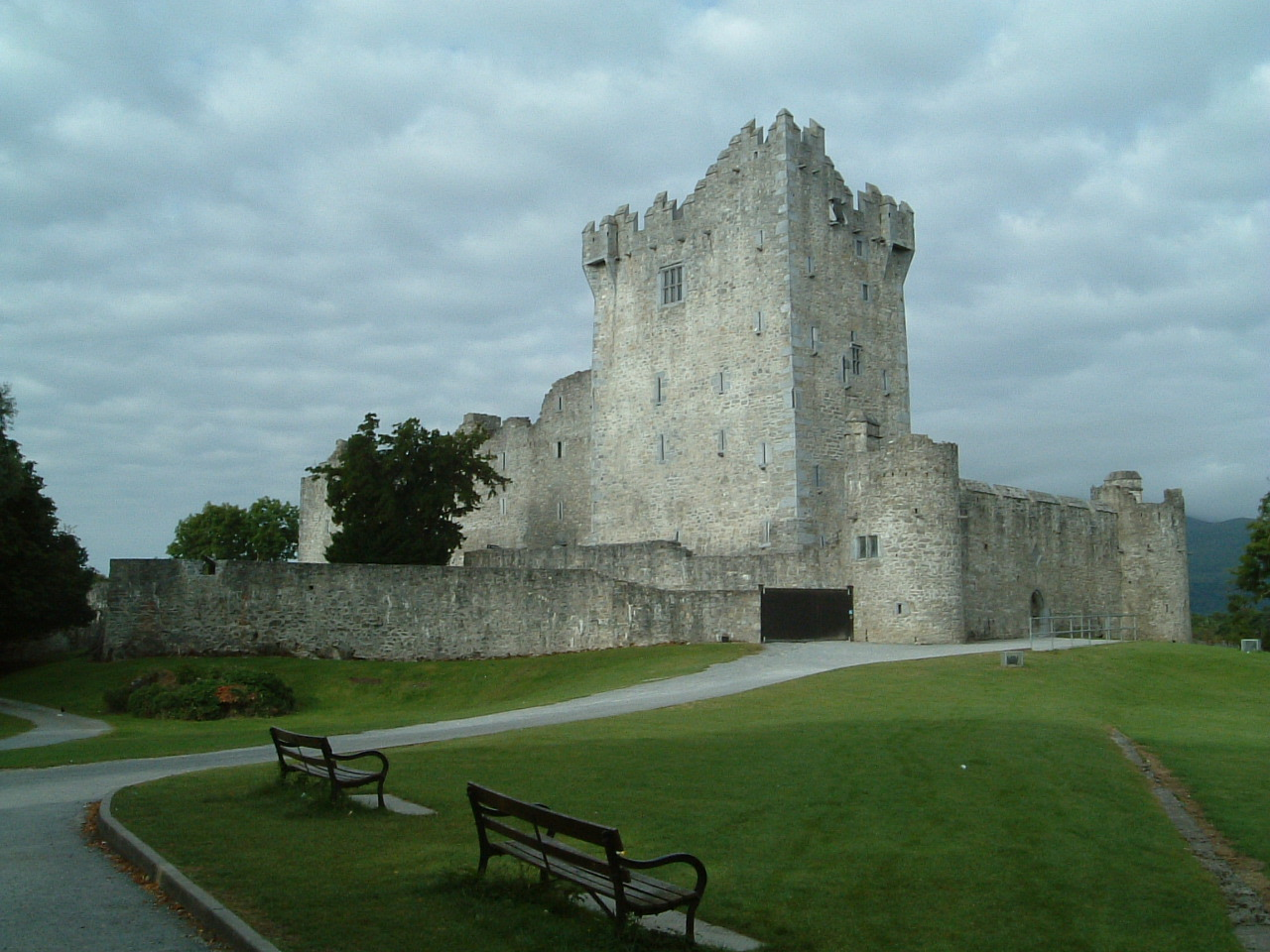
Ross Castle.

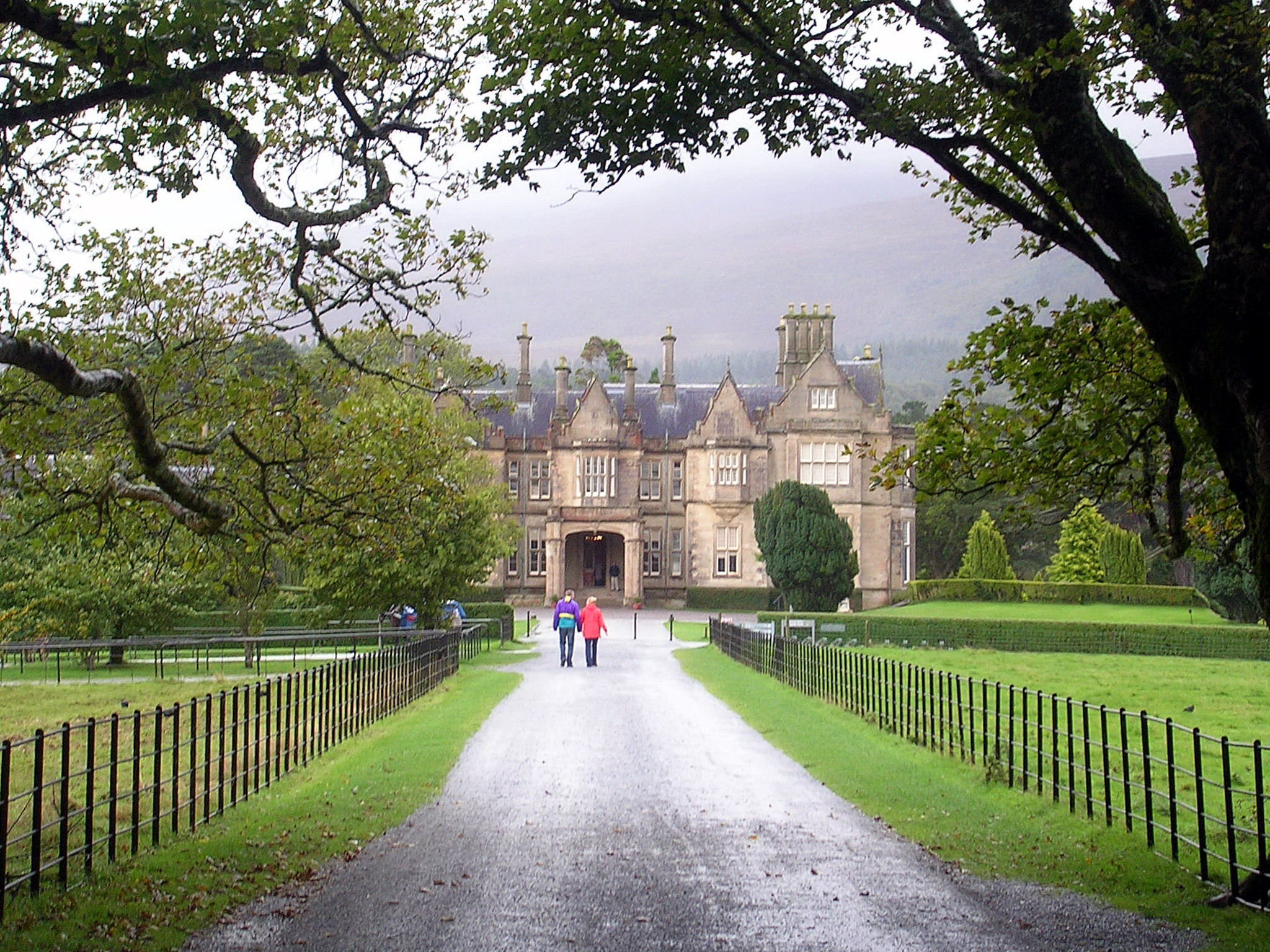
Muckross House.

La présence de l'homme dans la région de Killarney remonte à l'âge du bronze, il y a 4 000 ans, lorsque le cuivre fut exploité pour la première fois à Ross Island. Ce sont les fondations monastiques qui fournissent la principale preuve de la présence humaine dans la région aux débuts de l'ère de la chrétienté. La plus importante de ces fondations est le monastère d'Ininsfallen, fondé par saint Finian le Lépreux. Les Annales de Inisfallen, écrites de manière intermittente entre le XIe et le XIIIe siècles, fournissent une importante source d'information sur l'histoire primitive de l'Irlande.
Après l'invasion de l'Irlande par les Normands, les terres autour des lacs sont devenues la propriété des Mc Carthy Mor et des O'Donoghe de Ross Castle. Plus tard, ces terres tombèrent dans les mains respectivement des Herbert de Muckross et des comtes de Kenmare. En 1911, le domaine de Muckross fut acheté par M. W.B. Bourn comme cadeau de mariage pour sa fille et son époux, Arthur Vincent.

### Histoire contemporaine
En 1982, l'Unesco a désigné le parc comme réserve de biosphère.

## Patrimoine historique

### Château de Ross
Le château de Ross, ou Ross Castle en anglais, est un château construit à la fin du XVe siècle.

### Muckross House
Muckross House est un manoir de style Tudor composé de 65 pièces construit en 1843 pour Henry Arthur Herbert, alors député du comté de Kerry au Parlement du Royaume-Uni.